# Brady Skjei
Brady Skjei (* 26. März 1994 in Lakeville, Minnesota) ist ein US-amerikanischer Eishockeyspieler, der seit Juli 2024 bei den Nashville Predators in der National Hockey League unter Vertrag steht. Zuvor verbrachte der Verteidiger fünf Jahre in der Organisation der New York Rangers und spielte vier Jahre für die Carolina Hurricanes. Bei der Weltmeisterschaft 2025 gewann Skjei mit der Nationalmannschaft der Vereinigten Staaten die Goldmedaille.

## Karriere

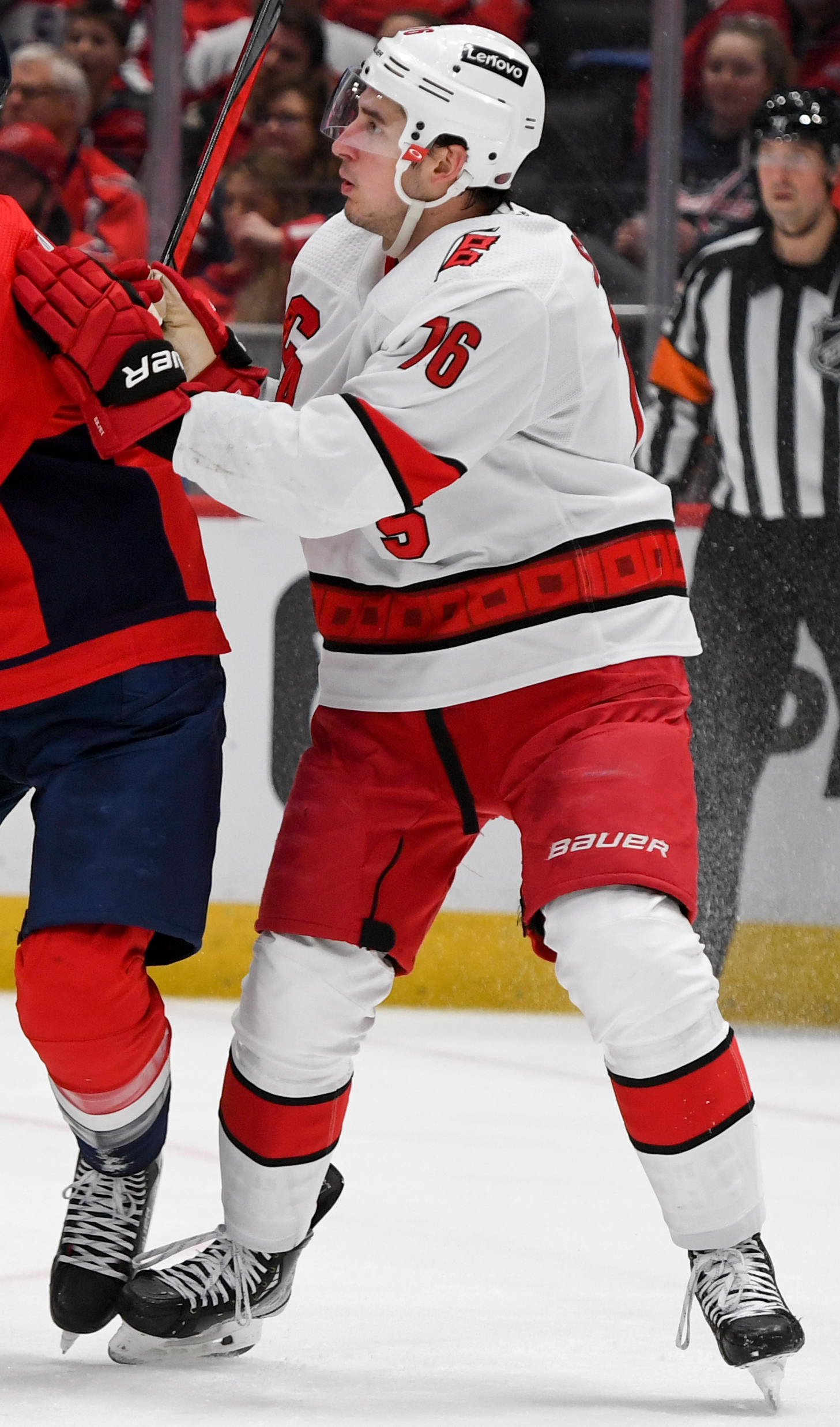
Skjei im Trikot der Carolina Hurricanes (2022)

Brady Skjei spielte in seiner Jugend für die Lakeville North High in einer regionalen High-School-Liga. Durch überzeugende Leistungen wurde er mit Beginn der Saison 2010/11 ins USA Hockey National Team Development Program (NTDP) aufgenommen, die zentrale Talenteschmiede des US-amerikanischen Verbandes. Mit dem NTDP nahm er fortan am Spielbetrieb der United States Hockey League (USHL) teil, der höchsten Juniorenliga des Landes, und war zugleich Teil der Nachwuchs-Nationalmannschaften seines Heimatlandes. So gewann er die Silbermedaille bei der World U-17 Hockey Challenge 2011 sowie im Jahr darauf die Goldmedaille bei der U18-Weltmeisterschaft 2012. Im Anschluss wählten ihn die New York Rangers an 28. Position des NHL Entry Draft 2012 aus.
2012 schied Skjei altersbedingt aus dem NTDP aus und schrieb sich infolgedessen an der University of Minnesota ein, für deren Gophers er fortan am Spielbetrieb der National Collegiate Athletic Association (NCAA) teilnahm. Nachdem er mit der U20-Nationalmannschaft der USA bei der U20-Weltmeisterschaft 2014 den fünften Platz belegt hatte, gewann er mit den Gophers in seinem dritten College-Jahr die Meisterschaft der Big Ten Conference. Direkt im Anschluss an die College-Saison statteten ihn die Rangers im April 2015 mit einem Einstiegsvertrag aus.
Die Saison 2014/15 beendete der Verteidiger mit 23 Einsätzen beim Hartford Wolf Pack, dem Farmteam der New York Rangers aus der American Hockey League (AHL). Auch die Spielzeit 2015/16 begann Skjei in Hartford, wurde allerdings bereits im Dezember 2015 erstmals in den NHL-Kader berufen und debütierte wenig später in der National Hockey League (NHL). Bis zum Saisonende kam der US-Amerikaner auf zwölf Einsätze für die Rangers und spielte weiterhin hauptsächlich in Hartford. In der Folge debütierte er im Mai 2016 bei der Weltmeisterschaft 2016 für die A-Nationalmannschaft der USA, wobei er mit dem Team den vierten Platz belegte. Mit Beginn der Saison 2016/17 steht Skjei fest im Aufgebot der Rangers und kam dort in seiner ersten kompletten Spielzeit auf 39 Punkte in 80 Spielen, sodass er ins NHL All-Rookie Team gewählt wurde. Im Juli 2018 unterzeichnete er einen neuen Sechsjahresvertrag in New York, der ihm ein durchschnittliches Jahresgehalt von 5,25 Millionen US-Dollar einbringen soll.
Nach fünf Jahren in der Organisation der Rangers wurde Skjei zur Trade Deadline im Februar 2020 an die Carolina Hurricanes abgegeben. Im Gegenzug erhielt New York ein Erstrunden-Wahlrecht für den NHL Entry Draft 2020, wobei Carolina vor dem Draft entscheiden konnte, ob sie ihr eigenes Wahlrecht oder das der Toronto Maple Leafs abgeben, das sie aus dem Trade um Patrick Marleau erhalten hatten. Nach vier Jahren in Carolina verließ Skjei das Team im Sommer 2024 als Free Agent und schloss sich im Juli 2024 den Nashville Predators an. Dort unterzeichnete er einen neuen Siebenjahresvertrag mit einem durchschnittlichen Jahresgehalt von sieben Millionen US-Dollar. Bei den Welttitelkämpfen 2025 gewann er mit dem US-Team die erste Goldmedaille seit 65 Jahren.

## Erfolge und Auszeichnungen
- 2015 Meisterschaft der Big Ten Conference mit der University of Minnesota
- 2017 NHL All-Rookie Team

### International
- 2011 Silbermedaille bei der World U-17 Hockey Challenge
- 2012 Goldmedaille bei der U18-Weltmeisterschaft
- 2025 Goldmedaille bei der Weltmeisterschaft

## Karrierestatistik
Stand: Ende der Saison 2024/25

### International
Vertrat die USA bei:
| - World U-17 Hockey Challenge 2011 - U18-Weltmeisterschaft 2012 - U20-Weltmeisterschaft 2014 - Weltmeisterschaft 2016 | - Weltmeisterschaft 2017 - Weltmeisterschaft 2019 - Weltmeisterschaft 2025 |

(Legende zur Spielerstatistik: Sp oder GP = absolvierte Spiele; T oder G = erzielte Tore; V oder A = erzielte Assists; Pkt oder Pts = erzielte Scorerpunkte; SM oder PIM = erhaltene Strafminuten; +/− = Plus/Minus-Bilanz; PP = erzielte Überzahltore; SH = erzielte Unterzahltore; GW = erzielte Siegtore; 1 Play-downs/Relegation; Kursiv: Statistik nicht vollständig)